# Río Valdivia
Le Río Valdivia est un fleuve qui coule dans la Région  des Fleuves  au centre du Chili. Ce cours d'eau a une longueur de 15 km (140 km en incluant son principal affluent le rio Cruces) et son bassin versant a une superficie de 11320 km². Le río Valdivia nait de la confluence des  río Calle-Calle et  río Cau-cay  dans la ville de Valdivia. Il reçoit quelques kilomètres plus loin les eaux du río Cruces et se jette dans  l'Océan Pacifique au niveau de la baie de Corral. Ses principaux affluents sont le río Calle-Calle et le río Cruces. La rivière est navigable. Son cours est placé sous l'influence de la marée dont l'effet se fait sentir jusqu'à 50 km à l'intérieur des terres.